# Отіс (ураган)
Ураган «Отіс» (англ. Hurricane Otis) – руйнівний тропічний циклон, який обрушився на сушу в жовтні 2023 року поблизу Акапулько як ураган 5 категорії. Отіс став першим тихоокеанським ураганом, який обрушився на сушу з інтенсивністю 5 категорії, і випередивши ураган Патрісія як найсильніший тихоокеанський ураган, що вийшов на сушу в історії. П'ятнадцятий тропічний шторм, десятий ураган, восьмий великий ураган і другий ураган 5 категорії тихоокеанського сезону ураганів 2023 року.
Вийшовши на сушу на захід від Акапулько, потужні вітри серйозно пошкодили багато будівель у місті. Внаслідок сильного дощу сталися зсуви та повені. Зв'язок був перерваний, тому інформація про наслідки урагану спочатку була майже невідомою. Після цього в місті не було питної води, і багато жителів також залишилися без електрики. Уряд Герреро мобілізував тисячі військових, щоб допомогти постраждалим і допомогти у відновленні. Постраждалим було надіслано тисячі речей, а кожній із постраждалих сімей були надіслані пожертви.
Через ураган загинуло щонайменше 48 людей і 58 вважаються зниклими безвісти. Загальний збиток оцінюється в мільярди доларів (2023 доларів США ), а кілька агентств оцінюють понад 10 мільярдів доларів США. За оцінками Coparmex, збитки оцінюються від 11,5 до 17,2 мільярдів доларів (200–300 мільярдів мексиканських песо).

## Метеорологічна історія

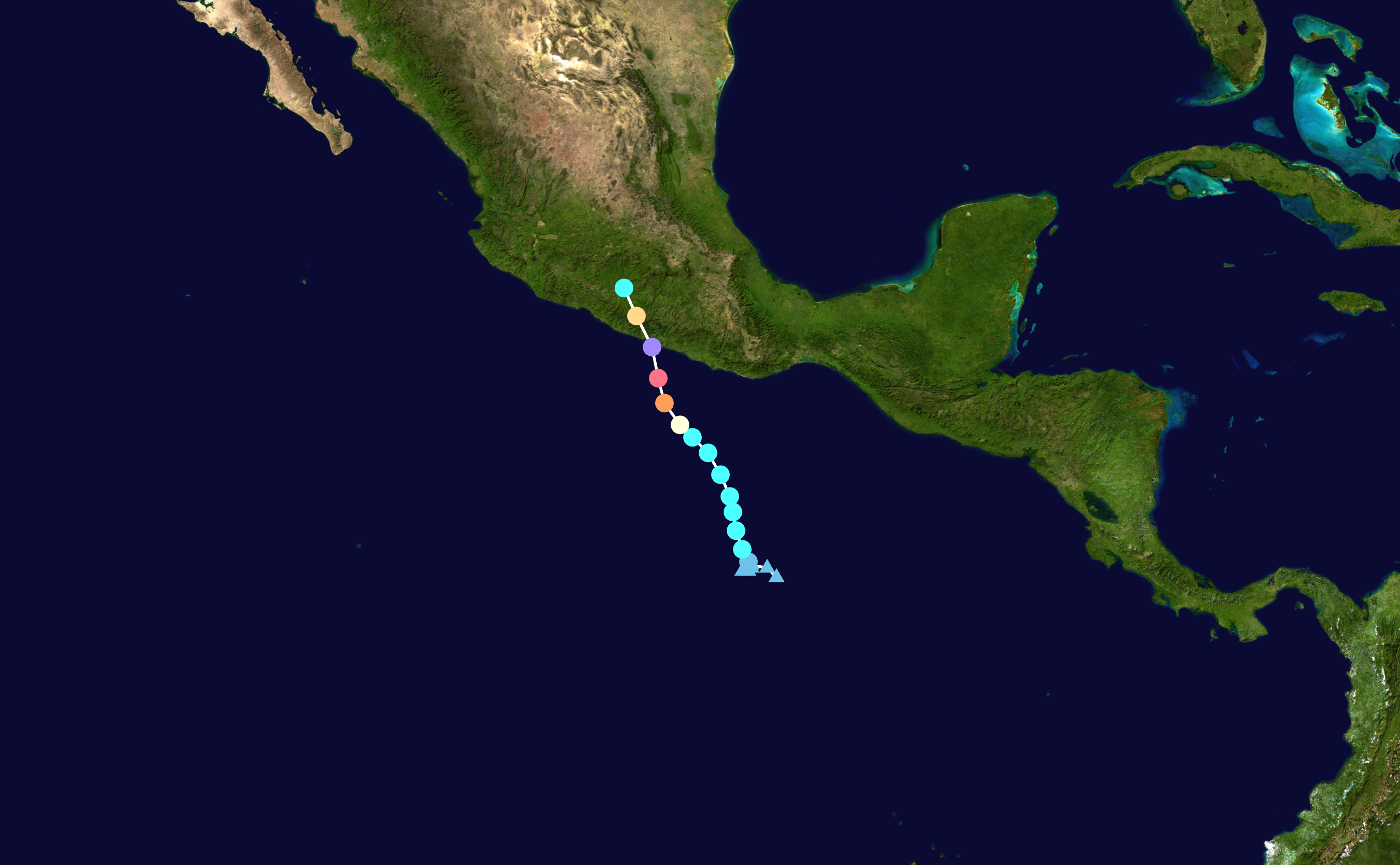
Траєкторія руху Урагану Отіс

15 жовтня 2023 року Національний центр спостереження за ураганами зазначив, що протягом наступних семи днів очікується формування області низького тиску в кількох сотнях миль на південь від південно-східної Мексики. Цей прогноз здійснився 18 жовтня з розвитком широкої низовини в кількох сотнях миль на південь від затоки Теуантепек. Супроводжується неорганізованою конвекцією, організація в тропічний циклон вважалася ймовірною протягом п'яти днів, оскільки система розвивалася в тій же загальній області. Наступного дня конвекція зросла в масштабах, хоча зсув вітру верхнього рівня змістив її на захід від центру системи. Протягом 21 жовтня конвекція збільшилась та циркуляція системи стали більш чіткими. Рух змінився на північ, оскільки воно було вклинено між хребтом на північному-сході та |жолобом на північному-заході. Після подальшої конвективної організації NHC класифікував систему як Тропічну депресію Eighteen-E о 15:00 UTC (10:00 ранку CDT) 22 жовтня. У цей час депресія була розташована приблизно 530 миль (850 км) на південь-південний схід від Акапулько, Мексика. Через шість годин система посилилася до тропічного шторму, після чого їй було присвоєно назву Отіс
Зсув південно-східного вітру від легкого до помірного зрушив конвекцію на північний-захід від поверхневої циркуляції Отіса протягом нічних годин 22-23 жовтня. Відсутність вертикального вирівнювання затримувала потенційну інтенсифікацію, незважаючи на сприятливе середовище, що складається з високих температур поверхні моря та великої кількості атмосферної вологи. Середня температура поверхні моря попереду системи становила 86–88 °F (30–31 °C), що вище середнього для цієї пори року. Високі температури були результатом поєднання рекордно теплого вересня для Мексики, триваючого Ель-Ніньйо та впливу глобального потепління. Протягом цього часу рух системи змінився з півночі на північний-захід, рухаючись приблизно 4–5 миль/год (6–8 км/год). Конвективна смуга виникла навколо шторму до полудня 23 жовтня, і поверхнева циркуляція наблизилася до грозової активності. Уночі з 23 на 24 жовтня супутникові зображення зобразили кільцеву структуру низького рівня, незважаючи на загальний зрізаний вигляд системи. Поступальний рух шторму також збільшився протягом цього часу, потенційно компенсуючи негативний вплив зсуву південно-східного вітру. В результаті відтік верхнього рівня помітно розширився, і ядро системи стало центром конвекції. Це призвело до того, що Отіс почав фазу інтенсифікації, яка тривала до виходу на сушу. З наближенням ранку 24 жовтня відтік продовжував розширюватися в усіх напрямках на вершині Отіса, і багато смуг циркулювали під час шторму. Поліпшення відтоку підкреслювалося потужною струменевою течією — максимумом вітру в струминному потоці — що прискорювало швидкість розсіювання прихованого тепла та сприяло конвективному розвитку.

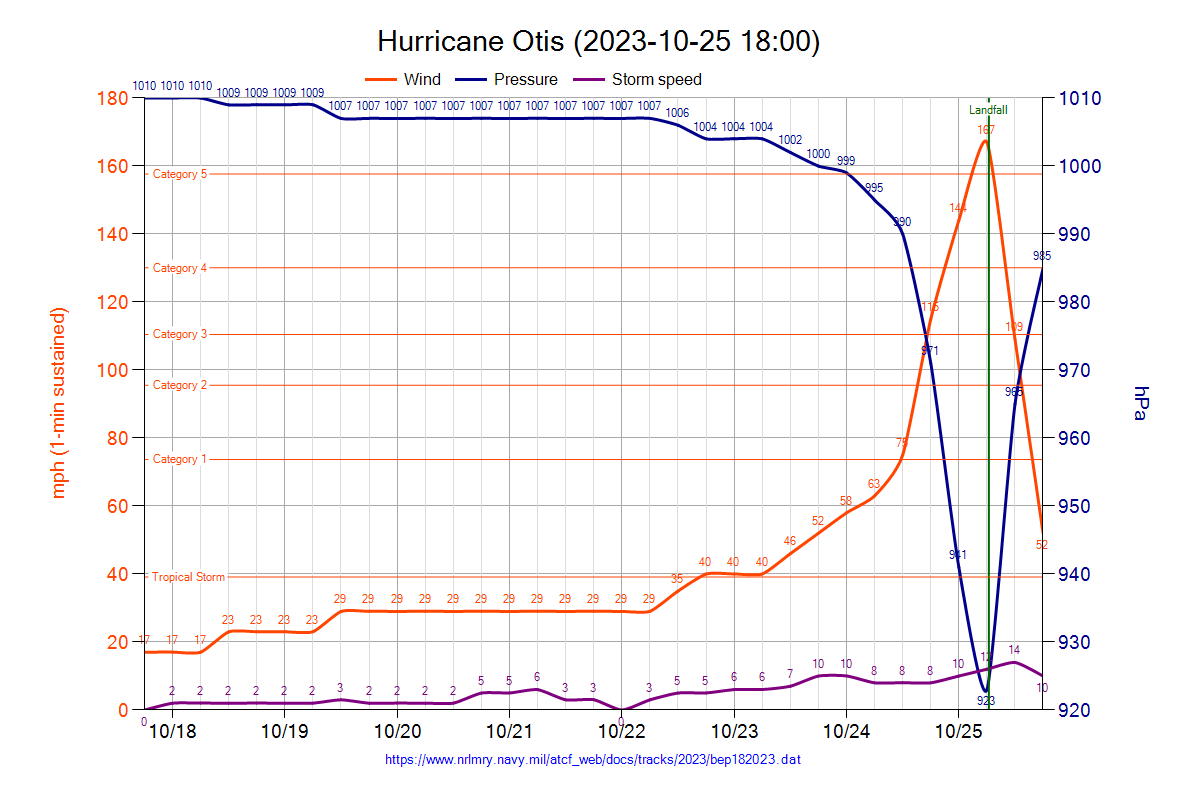

О 18:00 UTC (13:00 CDT) NHC підвищив ураган Отіс до 1 категорії за шкалою Саффіра-Сімпсона. Перша і єдина місія Hurricane Hunter резервного підрозділу ВПС досягла Отіса незабаром після цього та виявила значно більш інтенсивну систему, набагато сильнішу, ніж припускає метод Дворжака на основі супутникових зображень, і NHC швидко підвищив свою оцінку інтенсивності для Отіса до потужного урагану 3 категорії із максимальною швидкістю вітру 125 миль/год (205 км/год) до 21:00 UTC (16:00 CDT). Швидка інтенсифікація тривала протягом дня до нічних годин, що було описано Еріком Блейком з NHC як «жахливий сценарій». З настанням ночі утворилося виразне око, оточене інтенсивною конвекцією, яка досягала від −112 до −130 °F (від −80 до −90 °C). Отіс досяг статусу урагану 5 категорії до 03:00 UTC 25 жовтня (22:00 CDT, 24 жовтня), перебуваючи лише в 55 милях (90 км) на південний-схід від Акапулько. Через годину він досяг свого піку інтенсивності з максимальним стійким вітром 165 миль/год (270 км/год) і мінімальним центральним тиском 923 мб (27,26 дюйма рт. ст.). Величезна грозова активність спостерігалася протягом усієї фази інтенсифікації, приблизно 26 000 ударів за 24 години, причому найбільша активність мала місце протягом 35 хвилин до виходу на сушу. До 05:45 UTC (12:45 ранку за центральним літнім часом) Ісла-де-Ла-Рокета увійшла в межу урагану, а ядро шторму вийшло на берег на південь від Акапулько близько 06:25 UTC (1:25 ранку) на піку інтенсивності. Вийшовши на берег, ураган швидко послабшав у міру взаємодії з горами Сьєрра-Мадре-дель-Сур. Протягом двох годин його око зникло з супутникових знімків, а блискавки припинилися. Використовуючи статистичні моделі внутрішнього розпаду, NHC оцінив, що Otis опустився нижче статусу урагану до 18:00 UTC (13:00 CDT). Поверхнева циркуляція шторму розсіялася незабаром після цього, ознаменувавши розсіяння тропічного циклону.

## Підготовка та вплив

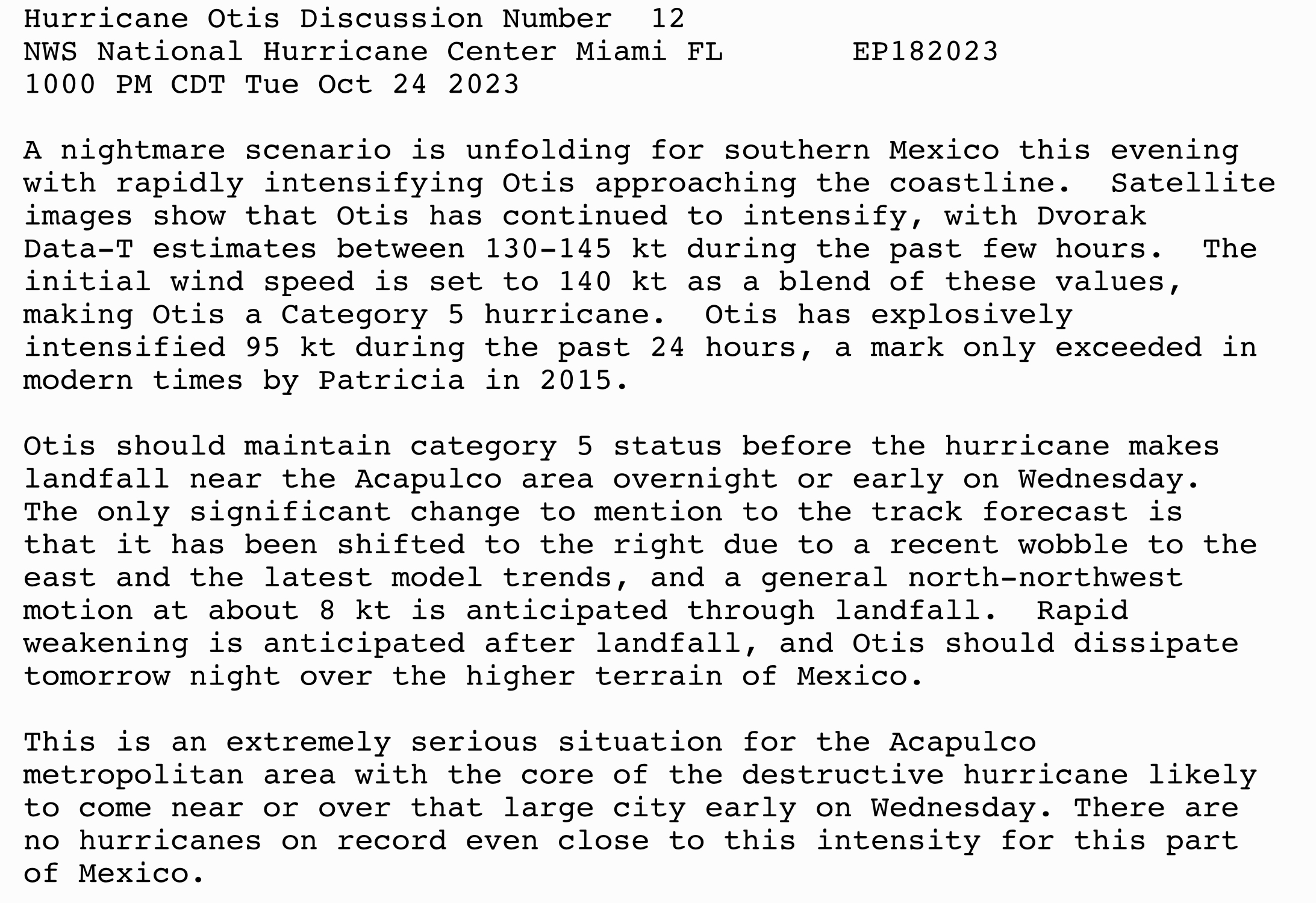
Обговорення жахливого прогнозу від Національного центру спостереження за ураганами перед виходом на сушу

У відповідь на наближення урагану «Отіс» уряд Герреро, південно-західного штату Мексики, почав готувати 396 притулків для розміщення мешканців, які були переміщені через сильний вітер і штормовий нагін. Мексиканська армія та флот направили 8000 солдатів для надання допомоги та рятувальних операцій. Влада Герреро закрила головний порт Акапулько. Школи в Герреро мали бути закриті перед очікуваним виходом «Отіса» на сушу.